# Witów (Piotrków)
Pour les articles homonymes, voir Witów.
Witów (prononciation [ˈvituf]) est un village de la gmina de Sulejów, du powiat de Piotrków, dans la voïvodie de Łódź, situé dans le centre de la Pologne.
Il se situe à environ 10 kilomètres à l'ouest de Sulejów (siège de la gmina), 6 kilomètres au sud-est de Piotrków Trybunalski (siège du powiat) et 51 kilomètres au sud-est de Łódź (capitale de la voïvodie).

## Histoire
Un ancien monastère des Prémontrés est aujourd'hui l'église de la ville dédiée à Saint Pierre, Sainte Margaret et Saint Augustin.

## Administration
De 1975 à 1998, le village était attaché administrativement à l'ancienne voïvodie de Piotrków.

Depuis 1999, il fait partie de la nouvelle voïvodie de Łódź.